# Mike Livingston
Mike Livingston, född 21 september 1948 i Denver i Colorado, är en amerikansk roddare.
Han tog OS-silver i åtta med styrman i samband med de olympiska roddtävlingarna 1972 i München.